# 22134 Kirian
22134 Kirian è un asteroide della fascia principale. Scoperto nel 2000, presenta un'orbita caratterizzata da un semiasse maggiore pari a 3,1448662 UA e da un'eccentricità di 0,1767741, inclinata di 1,33807° rispetto all'eclittica.